# Könnyűsúly
A könnyűsúly egy súlycsoport az ökölvívásban.

## Amatőr ökölvívás
Az amatőr ökölvívásban könnyűsúlyúnak az 57–60 kg közötti versenyzőket nevezzük.
- 1904: 125–135 font (56,7–61,2 kg)
- 1908: 126–140 font (57,2–63,5 kg)
- 1920–1936: 126–135 font (57,2–61,2 kg)
- 1948: 58–62 kg
- 1952-től: 57–60 kg

### A könnyűsúly olimpiai bajnokai
- 1904  Harry Spanjer Amerikai Egyesült Államok
- 1908  Frederick Grace Egyesült Királyság
- 1920  Samuel Mosberg Amerikai Egyesült Államok
- 1924  Hans Nielsen Dánia
- 1928  Carlo Orlandi Olaszország
- 1932  Lawrence Stevens Dél-Afrika
- 1936  Harangi Imre Magyarország
- 1948  Gerald Dreyer Dél-Afrika
- 1952  Aureliano Bolognesi Olaszország
- 1956  Richard McTaggart Egyesült Királyság
- 1960  Kazimierz Paździor Lengyelország
- 1964  Józef Grudzień Lengyelország
- 1968  Ronald Harris Amerikai Egyesült Államok
- 1972  Jan Szczepański Lengyelország
- 1976  Howard Davis Amerikai Egyesült Államok
- 1980  Ángel Herrera Kuba
- 1984  Pernell Whitaker Amerikai Egyesült Államok
- 1988  Andreas Zülow Német Demokratikus Köztársaság
- 1992  Oscar De La Hoya Amerikai Egyesült Államok
- 1996  Hoszin Szoltáni Algéria
- 2000  Mario Kindelán Kuba
- 2004  Mario Kindelán Kuba
- 2008  Alekszej Tyiscsenko (Oroszország)
- 2012  Vaszil Lomacsenko (Ukrajna)
- 2016  Robson Conceição (Brazília)

### Amatőr könnyűsúlyú világbajnokok
- 1974  Vasziliy Szalomin (Szovjetunió)
- 1978  Davidson Andeh (Nigéria)
- 1982  Ángel Herrera (Kuba)
- 1986  Adolfo Horta (Kuba)
- 1989  Julio González (Kuba)
- 1991  Marco Rudolph (Németország)
- 1993  Damián Austín (Kuba)
- 1995  Leonard Doroftei (Románia)
- 1997  Alekszandr Maletyin (Oroszország)
- 1999  Mario Kindelán (Kuba)
- 2001  Mario Kindelán (Kuba)
- 2003  Mario Kindelán (Kuba)
- 2005  Yordenis Ugas (Kuba)
- 2007  Frankie Gavin (Anglia)
- 2009  Domenico Valentino (Olaszország)
- 2011  Vaszil Lomacsenko (Ukrajna)
- 2013
- 2015
- 2017
- 2019
- 2021
- 2023

## Profi ökölvívás
A profi ökölvívásban a felső súlyhatár 135 font (61,2 kg)

### A nagy világszervezetek könnyűsúlyú világbajnokai
| WBA                            | WBC         | IBF                         | WBO                            |
| Vaszil Lomacsenko 14-1 (11 KO) | betöltetlen | Richard Commey 28–2 (25 KO) | Vaszil Lomacsenko 14-1 (11 KO) |